# さよならとはじまり
『さよならとはじまり』は、秋山奈々の3枚目のシングル。

## 収録曲
1. さよならとはじまり （作詞・作曲：山本健太郎　編曲：中崎英也）
2. ふたり乗り （作詞・作曲：山本健太郎　編曲：菅原サトル）
3. さよならとはじまり(instrumental) （作曲：山本健太郎　編曲：中崎英也）
4. ふたり乗り(instrumental) （作曲：山本健太郎　編曲：菅原サトル）

## 概要
- 初回限定盤・通常盤ともにCD EXTRA仕様である。
- キャッチフレーズは「はじめて会った瞬間を、忘れたりしない。」
- リリース同時に、2nd DVD『StilL ProgleS DVD vol.2』、1stアルバム『光と影のパレット』と連動したmini live tourが約2ヵ月に渡って開催された。
- リリース決定時点での仮タイトルは『走る』であった。
- 今作に収録されている両曲とも『光と影のパレット』に収録された。

## 解説
さよならとはじまり
- 日常の生活の中で訪れる出会いと別れを描いている。
- 「さよなら」=「はじまり」というテーマで制作された。

ふたり乗り
- 親しい幼馴染に対する想いをつづった曲。
- 前作のイベント時から披露していた曲で、イベントではよく歌われる。
- 曲の細部で振り付けがある。

## 備考

### 仕様・付属
- 初回限定盤

トレーディングカード「Memorial Diary 2006」
CD EXTRA映像『オレンジ色』PV
- 通常盤

初回限定盤のジャケットとは別バージョン。
CD EXTRA映像『夜明け前』PV